# Heidesee
Heidesee is een gemeente in de Duitse deelstaat Brandenburg, en maakt deel uit van het Landkreis Dahme-Spreewald.
Heidesee telt 7.163 inwoners.

## Plaatsen in de gemeente Heidesee
- Bindow
- Blossin
- Dannenreich
- Dolgenbrodt
- Friedersdorf
- Gräbendorf
- Gussow
- Kolberg
- Prieros
- Streganz
- Wolzig